# Jakoba
Jakoba és un gènere de protists dins el tàxon Excavata i actualment només té una sola espècie descrita, Jakoba libera. (Prèviament descrita com Jakoba incarcerata ha estat reanomenada Andalucia incarcerata, i Jakoba bahamensis /Jakoba bahamiensis no està formalment descrita.)

## Característiques
Jakoba són jakòbids petits bacterívors que es troben en ambients marins i ambients hipersalins. Tenen dos flagels i tenen una llargada d'entre cinc i deu micròmetres. Es troben en la columna d'aigua
Els mitocondris dels Jakoba tenen un particular interès evolutiu pels seus únics genomes mitocondrials semblants als dels bacteris.

## Cicle vital
Els Jakoba usen reproducció asexual per fissió binària. No s'ha observat la producció de cists.

## Gèneres similars
Jakòbids (Jakobida o Jakobea) 
- Histiona: 2-3 espècies
- Reclinomonas: 1 espècie[6]

Malawimonas: 1 espècie descrita
Retortamonadae:
- Retortamonas
- Chilomastix[3]

Carpediemonas-like organisms:
- Carpediemonas
- Dysnectes
- Hicanonectes
- Ergobibamus
- Kipferlia